# Street Fighter IV
Street Fighter IV (ストリートファイター IV, Sutorīto Faitā Fō) é um jogo de luta desenvolvido pela Capcom e Dimps e publicado pela Capcom. Foi o primeiro título principal da série desde Street Fighter III (1997), após um hiato de onze anos.
Foi originalmente lançado nos arcades do Japão em julho de 2008 e dos Estados Unidos em agosto do mesmo ano. Versões para PlayStation 3 e Xbox 360 foram lançadas em fevereiro de 2009. Uma versão para Microsoft Windows e iOS foram lançadas em julho de 2009 e março de 2010, respectivamente. Uma versão para Android foi disponibilizada inicialmente de forma exclusiva para certos aparelhos da LG em maio de 2012, e foi posteriormente lançada em todos os dispositivos de Android através da Play Store em dezembro de 2012, restritos apenas para o Japão. Uma versão atualizada, Super Street Fighter IV, foi lançada individualmente em abril de 2010.
Street Fighter IV obteve aclamação crítica universal; recebendo altas pontuações de múltiplos websites e revistas de jogos, foi comumente citado como um dos melhores jogos eletrônicos de todos os tempos. Foi sucedido por Super Street Fighter IV e Arcade Edition em 2010, 3D Edition em 2011 e Ultra Street Fighter IV em 2014. Todas as versões de Street Fighter IV venderam mais de nove milhões de unidades através de todas as plataformas.

## Jogabilidade

Abel (esquerda) atacando a Ryu (direita) em Street Fighter IV.

Street Fighter IV conta com personagens e cenários em 3D, mas a jogabilidade é a original, no plano em 2D. Foi criado um novo sistema chamado "Focus Attack", tendo como novidade também os golpes chamados de "Ultra Combos". Ele tem o tradicional controle com seis botões.
O jogo possui características exageradas de todas as séries, com especiais ao estilo da série Alpha/Zero, e alguns golpes característicos da geração Street Fighter III (como por exemplo os "EX Moves": Ao executar um especial com 2 botões ao invés de apenas um, ele será mais potente).
Dentre os comandos está o Focus Attack, provocação, Dashes, super pulo (High Jump).

### Focus Attack
A maior novidade em Street Fighter IV. Focus Attack podem ser carregados por até três segundos, e é o principal golpe de propriedade Armor de todos os personagens.
Existem três níveis de Focus Attack:
Nível 1: O Focus Attack mais fraco de todos, dá apenas um pouco de dano.
Nível 2: Caso acerte, esse Focus Attack é suficiente para fazer o adversário cair no chão, dá dano razoável, mas ainda é defensável.
Nível 3: Esse Focus Attack dá um grande dano e não pode ser defendido.

### Focus Attack Dash Cancel
Esse golpe combina as técnicas do Focus Attack e o cancela em um Dash. Útil por usar a propriedade Armor do Focus Attack para absorver um golpe e poder desviar sem usar o ataque em si. Enquanto carrega o Focus Attack dê um Dash para executar um FADC.

### Armor e Armor Break
Armor é a propriedade de permitir a um personagem absorver apenas um ataque sem que ele seja acertado. O golpe até causa dano, mas a barra mostra onde estava a vida antes de absorver o ataque e começa a se recuperar. Caso o oponente o acerte novamente, a recuperação acaba.
Alguns especiais, como o Kougoshin de Gouken, alguns EX Moves como os Bullrushes de Balrog e Focus Attack possuem propriedades Armor.
Armor Break é o poder que alguns especiais e maioria dos Super e Ultra Combos têm de quebrar o estado de Armor do oponente, ou seja, se você por exemplo usar o Ryu em uma luta e o oponente carregar um Focus Attack (ficando com status Armor) e você acertar um Tatsumaki Senpuukyaku, o chute giratório, você ouvirá um barulho de vidro quebrando e o dano será normal, pois esse golpe tem propriedade Armor Break.
Armor pode ser útil para evitar projéteis facilmente e aproximar-se do oponente. Mas ao mandar um projétil EX de qualquer personagem, o golpe vai acertar duas vezes. Como Armor absorve um hit, e apenas um hit, é inútil contra às mesmas. Por isso sempre é bom ser imprevisível com seus projéteis EX.

### Super Combos
Os Super Combos estão de volta em Street Fighter IV, utilizando-se de um sistema híbrido entre 30
Super Street Fighter II Turbo e o Street Fighter III, ou seja, há um único Super Combo por personagem que só pode ser utilizado quando a barra está completamente cheia, mas ao mesmo tempo uma das quatro seções EX é gasta ao se usarem os golpes EX, como em Street Fighter III',x.
As únicas exceções são Dan, que possui um Super normal e um ataque provocação que gasta toda a barra de Super, e Gen, que possuem dois Super Combos, um pra cada estilo de luta dele.

### Ultra Combos
Os Ultra Combos são uma novidade de Street Fighter IV. São golpes mais fortes do que os Super Combos, executados do mesmo modo que um Super Combo, mas ao invés de apertar um, apertam-se os três botões de soco ou chute. Cada personagem possui uma lista de golpes que pode ser acessada a qualquer hora, que diz, além de todos os especiais, os movimentos para executar os Super e Ultra Combos.
A única exceção em Street Fighter IV é Gen, que sabe um Ultra para cada estilo de luta.

## História
A história deste jogo é ambientada depois de Street Fighter II e antes de Street Fighter V. 
Um ano após o lendário World Warrior Championship (SF2), acontece uma série de desaparecimentos de diversos lutadores pelo mundo inteiro. A agente da Interpol, Chun-Li e o Major Guile, da Força Aérea Americana, decidem investigar o ocorrido e descobrem sobre uma nova organização que surge das cinzas da Shadaloo, sua divisão de armas chamada de S.I.N.. Nesse meio tempo o francês Abel embarca junto a Chun-Li e Guile em sua missão de infiltração a base da S.I.N. e ganha uma certa rivalidade com o militar americano, enquanto Cammy surge e passa a ajudar discretamente as investigações, deixando momentaneamente de lado sua vingança contra M Bison. Ao ficar sabendo da ameaça, Ken Masters buscou avisar o seu melhor amigo, Ryu, já que o que a S.I.N. queria verdadeiramente era o Dark Hadou (ou Satsui no Hadou) para concluir um projeto intitulado BLECE. O lider da divisão de armas, Seth, organiza um torneio com o intuito de atrair Ryu e drenar o seu poder. Como esperado Ryu chega as finais, sendo alertado por Rose sobre o perigo que se aproximava. Ryu tem um embate com Seth saindo-se vencedor, porém seu Dark Hadou insistiu em despertar e na tentativa de contê-lo, Ryu foca a energia em um Hadouken e dispara contra o projeto BLECE que estava quase concluído...

## Personagens
| \| \| \| \| \| \| \| \| \| \| \| \| \| \| \| Personagens Antigos                                                   | Novos Personagens                                                   | Personagens Desbloqueáveis                     |  |
| --- | ------------------------------------------------------------------- | ---------------------------------------------- |  |
| - Ryu - Ken - Chun-Li - Guile - E. Honda - Blanka - Dhalsim - / Zangief - M. Bison - Balrog - Sagat - Vega - Akuma | - Abel - C. Viper - El Fuerte - Rufus - Seth (Chefe Final) - Gouken | - Dan - Fei Long - Cammy - Sakura - Gen - Rose |  |
| |                                                                     |                                                |  |
| |                                                                     |                                                |  |
| |                                                                     |                                                |  |
| |                                                                     |                                                |  |

## Atualizações do jogo
Após seu lançamento, Street Fighter IV teve mais três atualizações principais no decorrer dos anos: Super Street Fighter IV (2010), Super Street Fighter IV: Arcade Edition (2012) e Ultra Street Fighter IV (2014), nas quais houve melhorias e aperfeiçoamentos de jogabilidade e a inclusão de vários outros personagens, alguns novos e outros que retornaram à série.